# Accademia Ștefan Gheorghiu
L'Accademia Stefan Gheorghiu (in rumeno: Academia Ștefan Gheorghiu) era un'università politica di Bucarest, durante il comunismo. L'istituzione aveva sede sulla Bulevardul Armata Poporului (attualmente Bulevardul Iuliu Maniu), nr. 1-3.

## Storia
Fu fondata il 21 marzo 1945 dal Partito Comunista Rumeno, su iniziativa di Ana Pauker, sotto il nome di Università dei lavoratori del PCR. Barbu Lăzăreanu la guidò come rettore dal 1945 al 1948.
Con la decisione n. 474/1968 del Consiglio dei Ministri su alcune misure riguardanti l'Accademia delle Scienze Sociali Ştefan Gheorghiu del Comitato Centrale del Partito Comunista Rumeno si decide che i diplomati con il diploma dell'Accademia di Scienze Sociopolitiche "Ştefan Gheorghiu" del Comitato Centrale del Partito Comunista Rumeno, che soddisfano le condizioni di studio richieste per l'ammissione all'istruzione superiore, beneficiano dei diritti concessi ai laureati con diplomi delle istituzioni di istruzione superiore statale. A tal fine, il Ministero dell'Istruzione ha stabilito gli esami di differenza dall'ex scuola superiore "Ştefan Gheorghiu" per 3 anni presso l'Accademia delle scienze sociali Ştefan Gheorghiu dal Comitato Centrale del Partito Comunista Rumeno.
L'Accademia "Ştefan Gheorghiu", come successore dell'Università del PCR e della Scuola superiore di scienze sociali "A. A. Zdanov," è stata istituita con il decreto 121/17 marzo 1970, per "organizzare, guidare e coordinare l'intera attività di ricerca nelle scienze sociali".
Il 3 ottobre 1971 è arrivata la decisione del Comitato Esecutivo del Comitato Centrale del P.C.R. per quanto riguarda l'organizzazione dell'Accademia per l'educazione sociopolitica e il miglioramento dello staff dirigenziale "Ştefan Gheorghiu" del C.C. del P.C.R.
Sebbene il nome dell'istituzione abbia subito numerosi cambiamenti nel tempo, il nome "Ştefan Gheorghiu", aggiunto nel 1946 alla memoria del militante socialista all'inizio del XX secolo, è stato conservato fino al 1989, quando il nome dell'istituzione divenne Accademia degli studi sociopolitici.. L'Accademia Ştefan Gheorghiu fu abolita dopo la Rivoluzione del dicembre 1989. Dopo il 1989, per la protezione sociale dei diplomati dell'Accademia "Ştefan Gheorghiu", il Ministero della Pubblica Istruzione ha deciso di equiparare gli studi politici con quelli civili. Grazie a questo atto, i diplomati dell'Accademia "Ştefan Gheorghiu" hanno ricevuto diplomi di economisti, l'equivalente di un laureato dell'ASE.

## Struttura
Il campo di attività consiste nella preparazione della direzione del partito, dell'amministrazione sociopolitica, economica e statale. 
L'ensemble architettonico dell'Accademia, completato nel 1975, è la prima costruzione brutalista di Bucarest e attualmente appartiene all'Università Politecnica di Bucarest. La Facoltà di Elettronica, Telecomunicazioni e Informazione Tecnologica opera nell'edificio.

## Rettori
Leonte Răutu è stato il rettore più longevo dell'Accademia "Stefan Gheorghiu" (1972-1981).